# Пјанкарани (Терамо)
Пјанкарани (итал. Piancarani) је насеље у Италији у округу Терамо, региону Абруцо.
Према процени из 2011. у насељу је живело 381 становника. Насеље се налази на надморској висини од 297 м.